# Mediterranean Harbor

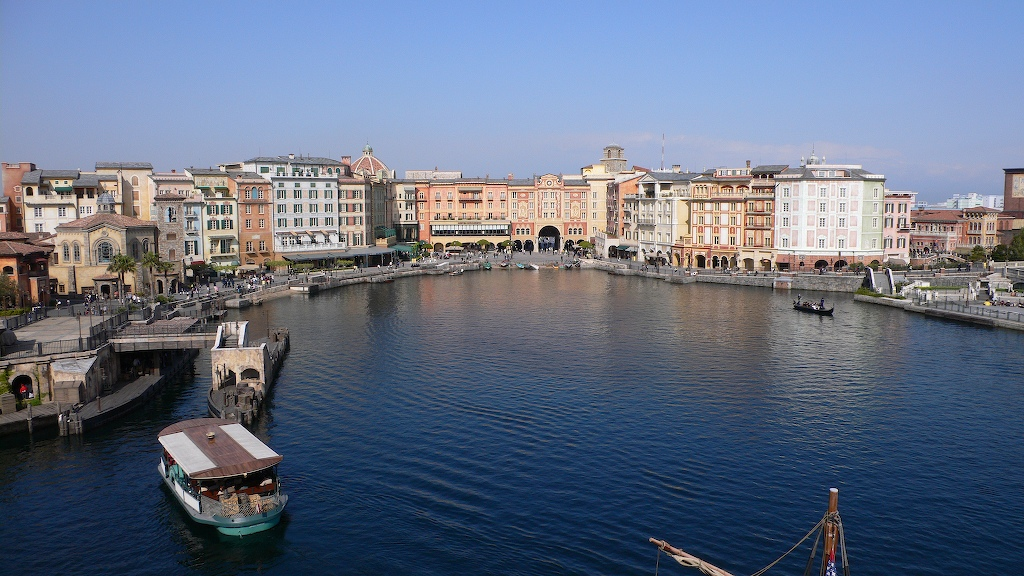
Uitzicht op de Mediterranean Harbor

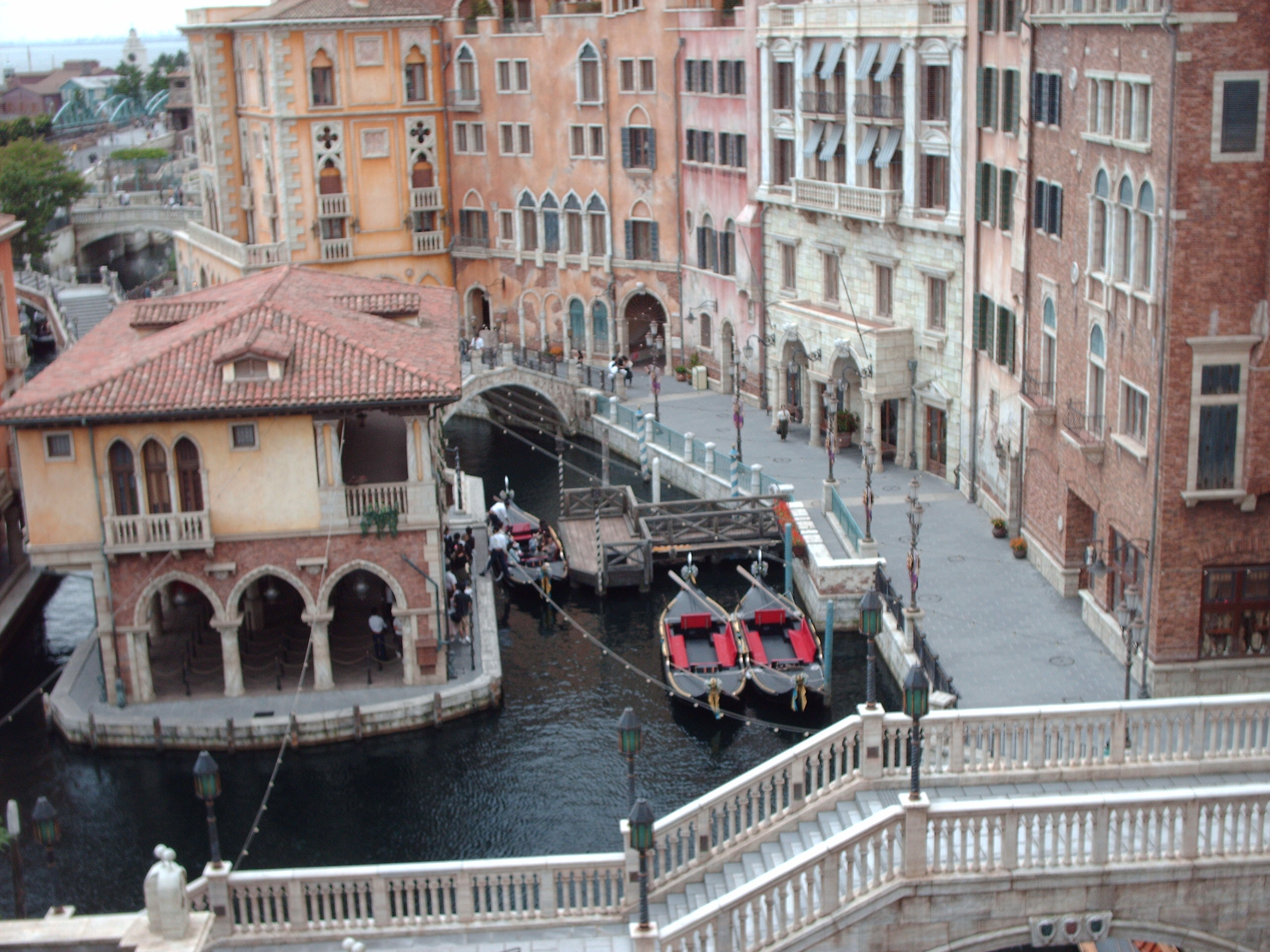
De Venetian Gondolas

De Mediterranean Harbor is een port-of-call (Nederlands: aanleghaven) van het attractiepark Tokyo DisneySea in het Tokyo Disney Resort in Urayasu en werd geopend op 4 september 2001, tezamen met de rest van het park.

## Beschrijving
De Mediterranean Harbor is gethematiseerd naar een Italiaans havenstadje, compleet met Venetiaanse gondels waar gasten een ritje in kunnen maken, de attractie Venetian Gondolas.
De Mediterranean Harbor is het eerste gedeelte dat men bij binnenkomst van het attractiepark betreedt. Anders dan de meeste themagebieden bij het betreden van het park, zoals Main Street, U.S.A. of de Hollywood Boulevard in de Disney's Hollywood Studios, is de Mediterranean Harbor gebouwd in de vorm van de letter V, in plaats van een enkele straat. Wanneer men de linkerkant van het gebied betreedt, leidt dit tot het parkdeel American Waterfront; wanneer men de rechterkant van het gebied betreedt, leidt dit tot het parkdeel Mysterious Island.
In de gebouwen van het parkdeel zijn enkele winkeltjes en eetgelegenheden te vinden. Tevens is achter de gevels van het havenstadje het hotel Hotel MiraCosta te vinden, dat geheel aansluit op de thematisatie in het gebied zelf. Het feit dat de ramen van de kamers direct grenzen aan het park, maakt de beleving van een echt stadje groter: bezoekers van het park zien beweging achter de vensters en hotelgasten zien leven in het stadje.
Een opvallende attractie in het gebied is Fortress Explorations, een grootschalige speelplaats die geheel in een mythisch gethematiseerde omgeving ligt.
Gedurende de dag vinden er op het water in de Mediterranean Harbor verschillende shows plaats, zoals The Legend of Mythica. De eindshow van het park, Fantasmic!, die ter gelegenheid van het 10-jarige jubileum van het park verscheen, is tevens op de wateren van de Mediterranean Harbor te aanschouwen.

## Faciliteiten

### Attracties
- DisneySea Transit Steamer Line
- Fortress Explorations
- Venetian Gondolas

### Entertainment
- Fantasmic!
- The Legend of Mythica

### Winkels
- Valentina's Sweets
- Emporio
- Galleria Disney
- Fotografica
- Il Postino Stationery
- Nicolo's Workshop
- Figaro's Clothiers
- Merchant of Venice Confections

### Winkels (vervolg)
- Venetian Carnival Market
- Romeo's Watches & Jewelry
- Juliet's Collections & Treasures
- Miramare
- Piccolo Mercato
- Splendido
- Rimembranze

### Eetgelegenheden
- Cafe Portofino
- Zambini Brothers' Ristorante
- Mamma Biscotti's Bakery
- Ristorante di Canaletto
- Gondolier Snacks
- Magellan's Lounge
- Refrescos